# Афимино
Афимино — деревня в составе Микрихинского сельсовета Ветлужского района Нижегородской области.
Располагается на правом берегу реки Ветлуги.
По данным на 1999 год, численность населения составляла 56 чел.
В деревне родился Герой Советского Союза Владимир Кириллов.